# Кустарниковая улитка
Кустарниковая улитка, или улитка кустарниковая обыкновенная, или фрутицикола кустарниковая, или эулота кустарниковая, или улитка стеблевая (лат. Fruticicola fruticum) — вид наземных стебельчатоглазых брюхоногих моллюсков рода Fruticicola семейства каменид (Camaenidae). Раковина кубаревидная, высотой 15—20 мм, шириной 18—25 мм, коричневая, розоватая, желтоватая или беловатая, одноцветная или с одной красновато-коричневой спиральной полосой на периферии. Сквозь раковину просвечивается мантия с тёмными пигментными пятнами. Распространён на большей части Европы, на Северном Кавказе, частично в Казахстане и на юге Западной Сибири. Обитает в хвойных, смешанных и лиственных лесах, на лесных опушках, дорогах и болотах, на пойменных и вторичных послелесных лугах с высоким травяным покровом. Нередко встречается в антропогенной среде. Живёт в подстилке и на различных растениях, местами образуя крупные скопления. Активна преимущественно ночью, а также днём при повышенной влажности и отсутствии прямого солнечного света. Питается свежими и гниющими растениями и в меньшей степени различными грибами. При неблагориятных условиях закапывается в подстилку, заползает на нижнюю часть листьев, или прячется под камнями и в щелях скал. В период зимовки мигрирует на лесные участки с толстым слоем подстилки, а при выходе из спячки расползается на луговые участки. Максимальная продолжительность жизни составляет 4—7 лет.

## Описание
Раковина кубаревидная, тонкостенная, просвечивающая, состоит из 5—6 выпуклых плавно нарастающих оборотов. Высота раковины 15—20 мм, ширина 18—25 мм. Последний оборот вздутый, закруглённый, к устью слегка и очень плавно опущен, его верхняя часть в 1,5 раза шире, чем у предпоследнего оборота. Завиток округлый, его высота равна или несколько больше высоты устья. Окраска коричневая, розоватая, желтоватая или беловатая, одноцветная или с одной красновато-коричневой спиральной полосой на периферии. Сквозь раковину просвечивается мантия с тёмными пигментными пятнами. Эмбриональные обороты гладкие. Дефинитивные обороты покрыты тонкими радиальными морщинами и мелкими спиральными бороздками (видны при увеличении), которые образуют характерную сеточку. Устье округлое, умеренно скошенное, с тонкими слабо отвёрнутыми краями. Пупок открытый, узкий, через него обычно просматривается только последний оборот.

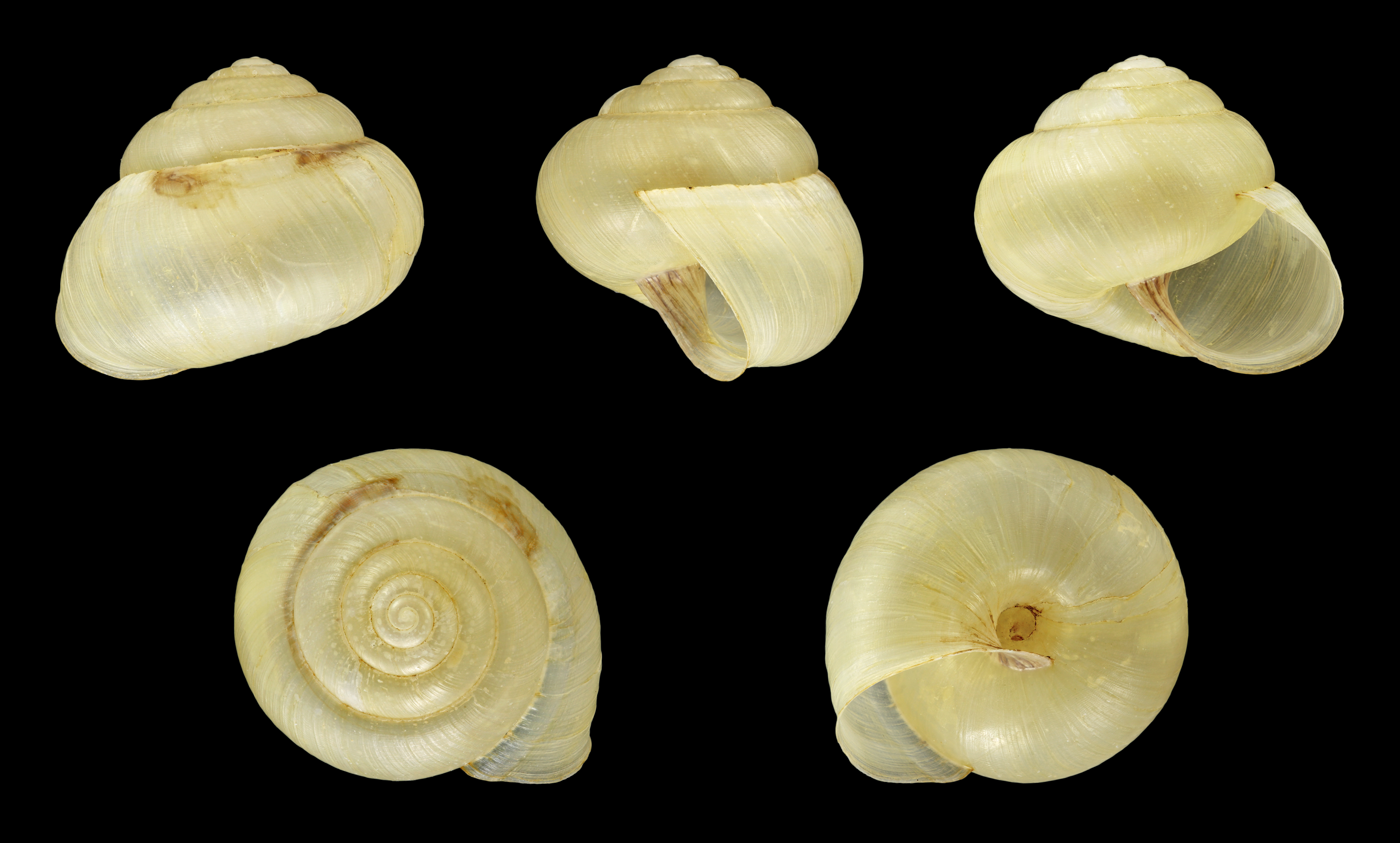
Раковина кустарниковой улитки (без спиральной полосы)
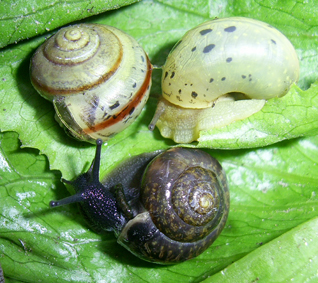
Кустарниковые улитки разной окраски
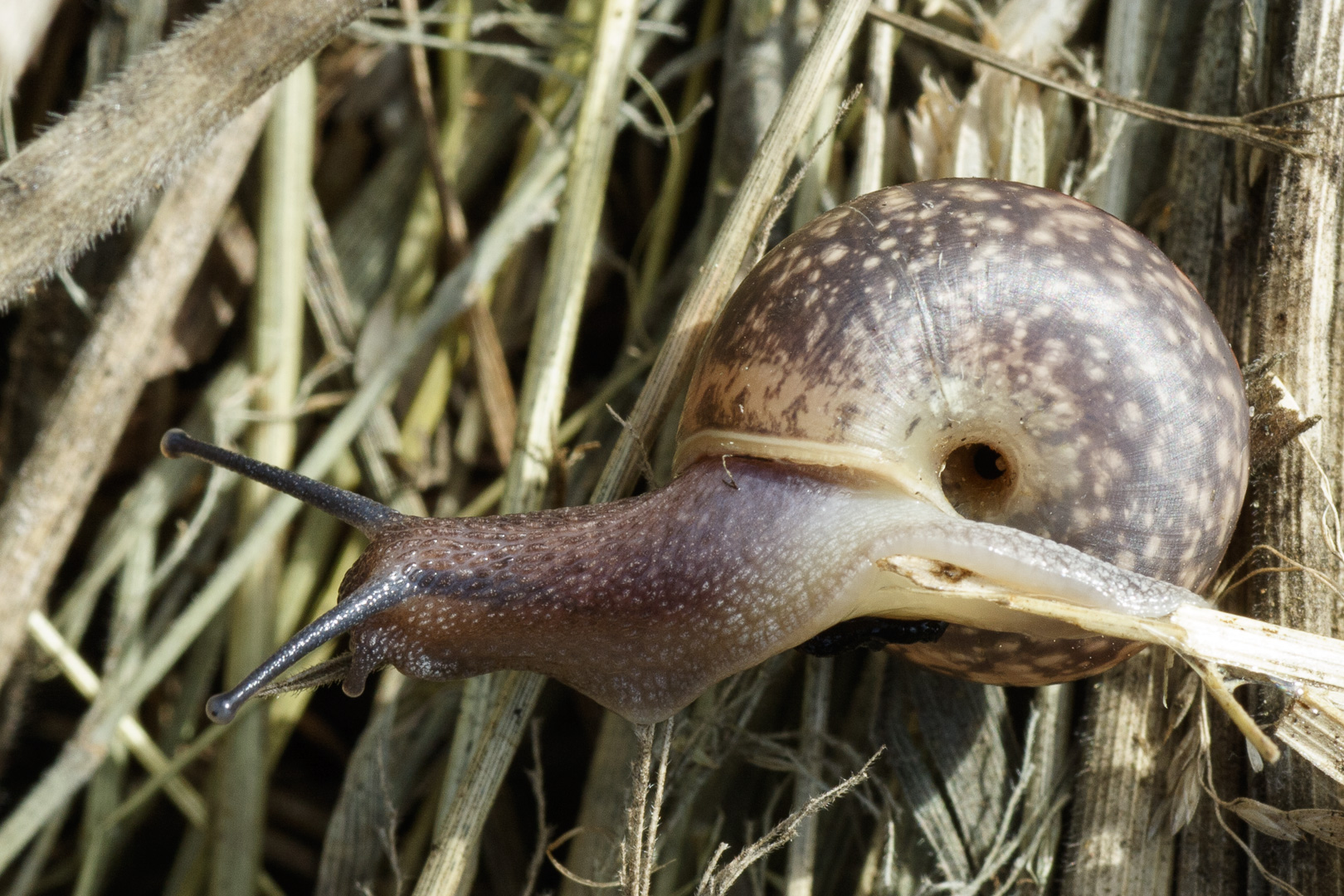
Отверстие в центре нижней стороны раковины — пупок
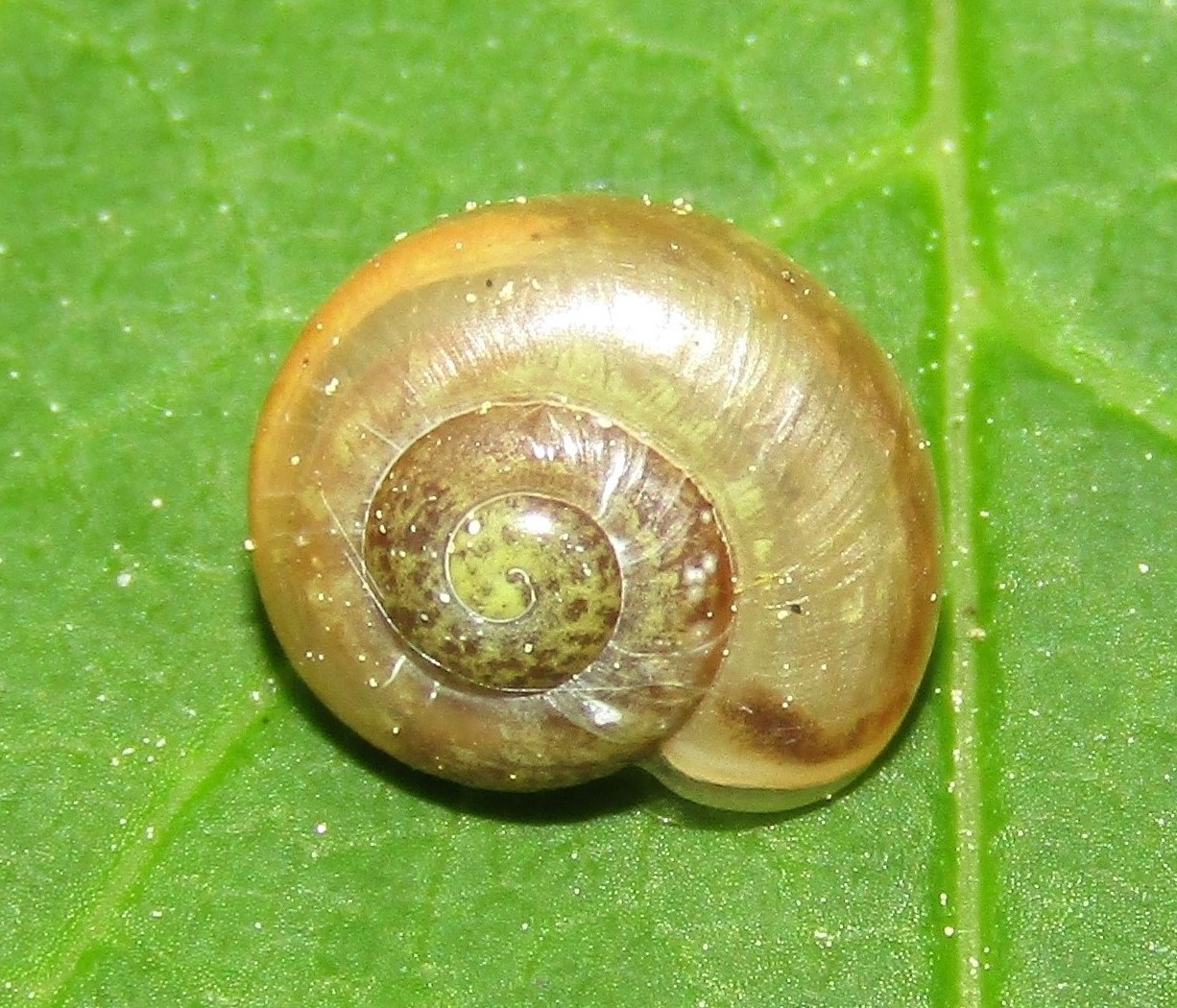
Молодая особь

### Половая система
Нижняя часть спермовидукта и яйцевод образуют двойной изгиб. Яйцевод довольно короткий и широкий. Пенис массивный и длинный, почти цилиндрический, веретеновидный или булавовидный. Пениальный чехол охватывает около трети пениса. Внутри дистальной части пениса имеется множество беспорядочных коротких складок, которые в проксимальной части расположены более равномерно на одной линии под острым углом к друг другу, направленным в сторону эпифаллуса. На этой же линии расположен широкий, слабо выраженный гребневидный пилястр. Эпифаллус короче и тоньше пениса, слабо обособлен от тонкого и длинного семяпровода. Пениальный ретрактор крепится к проксимальному концу эпифаллуса. Вагина того же размера, что и пенис или несколько шире и короче его. Внутри вагины имеются неясные короткие продольные складки. Супраатриальный пузырь преобразован в участок стенки вагины, который противолежит пенису, заполнен очень рыхлой тканью и нередко светлее окружающих участков. Стилофор удлинённый или округлый, с дополнительным мешком, который часто имеет те же размеры и форму, что и стилофор. Слизистых желёз две, каждая из них состоит из двух гроздевидных ветвей с ячеистыми стенками и впадает в дополнительный мешок на стилофоре. Иногда ветви сливаются и железы выглядят неразделёнными. Проток семяприёмника умеренно длинный, сужается к небольшому овальному резервуару.

### Отличия от других видов
Fruticicola similis, распространённый в центральной Румынии, и Fruticicola gemina, распространённый на юго-западе Румынии, в Болгарии, Хорватии, Черногории, западной Сербии и в центральной Боснии и Герцеговине, были выделены от F. fruticum в результате молекулярных исследований. Все эти виды неотличимы друг от друга по признакам раковины. У F. similis стилофор и дополнительный мешок обычно имеют одинаковые размеры, эпифаллус хорошо обособлен от пениса, слизистая железа одна с 2—3 ветвями. У F. gemina дополнительный мешок крупнее стилофора, эпифаллус плохо обособлен от пениса, слизистых желёз две и они не ветвятся.
Вид Fruticicola schrenkii, распространённый на севере Восточно-Европейской равнины, в Павлодарской и Восточно-Казахстанской областях в Казахстане, в Сибири, Алтайских и Саянских горах и на Камчатке отличается от F. fruticum более низкой раковиной (соотношение высоты и ширины 0,6—0,7 против 0,8—0,9 у F. fruticum) меньших размеров с коническим завитком и менее вздутым последним оборотом. У данного вида покровы участка стенки вагины отслаиваются и под ними образуется полость. В остальном же половая система не имеет заметных отличий от таковой у F. fruticum.
Кустарниковая улитка схожа с Monacha fruticola, обитающим на Крымском полуострове и завезённым в некоторые южные, центральные и западные регионы Украины. Наиболее достоверно раковины этих видов можно отличить по наличию микроскопической спиральной скульптуры, которая есть у F. fruticum, но отсутствует у M. fruticola. Также раковина M. fruticola обычно более уплощённая, имеет меньшие размеры и более узкий пупок и на ней никогда не бывает спиральной полосы, однако данные признаки могут совпадать с таковыми у F. fruticum.
Раковины молодых кустарниковых улиток без спиральной полосы можно спутать с субевропейским видом Euomphalia strigella и карпатским субэндемиком Plicuteria lubomirskii. У обоих видов отсутствуют регулярные спиральные линии. У E. strigella радиальные морщины выражены сильнее, на последнем обороте имеются многочисленные хаотично расположенные небольшие вмятины, а фрагменты спиральных бороздок не такие чёткие и не располагаются так правильно, как у F. fruticum. При одинаковом количестве оборотов раковины F. fruticum имеют значительно большие размеры по сравнению с P. lubomirskii.

## Распространение
Кустарниковая улитка распространена на большей части Европы. На западе доходит до Пиренеев, Франции, Бельгии, Нидерланд, присутствует на Альпах, на севере Италии, в Карпатах, в европейской части бывшего СССР (кроме самых северных районов), на юг доходит до северной части Хорватии, на север — до южной части Скандинавского полуострова. Кроме того, вид обитает на Северном Кавказе, в Казахстане в Западно-Казахстанской области и на юге Западной Сибири в Тюменской и Томской областях и в Красноярском крае. Отсутствует (или очень редок) в Крымских горах. В Великобританию (графство Кент), видимо, был интродуцирован в начале 1900-х годов и с 1920-х годов находок вида не отмечено.

## Образ жизни

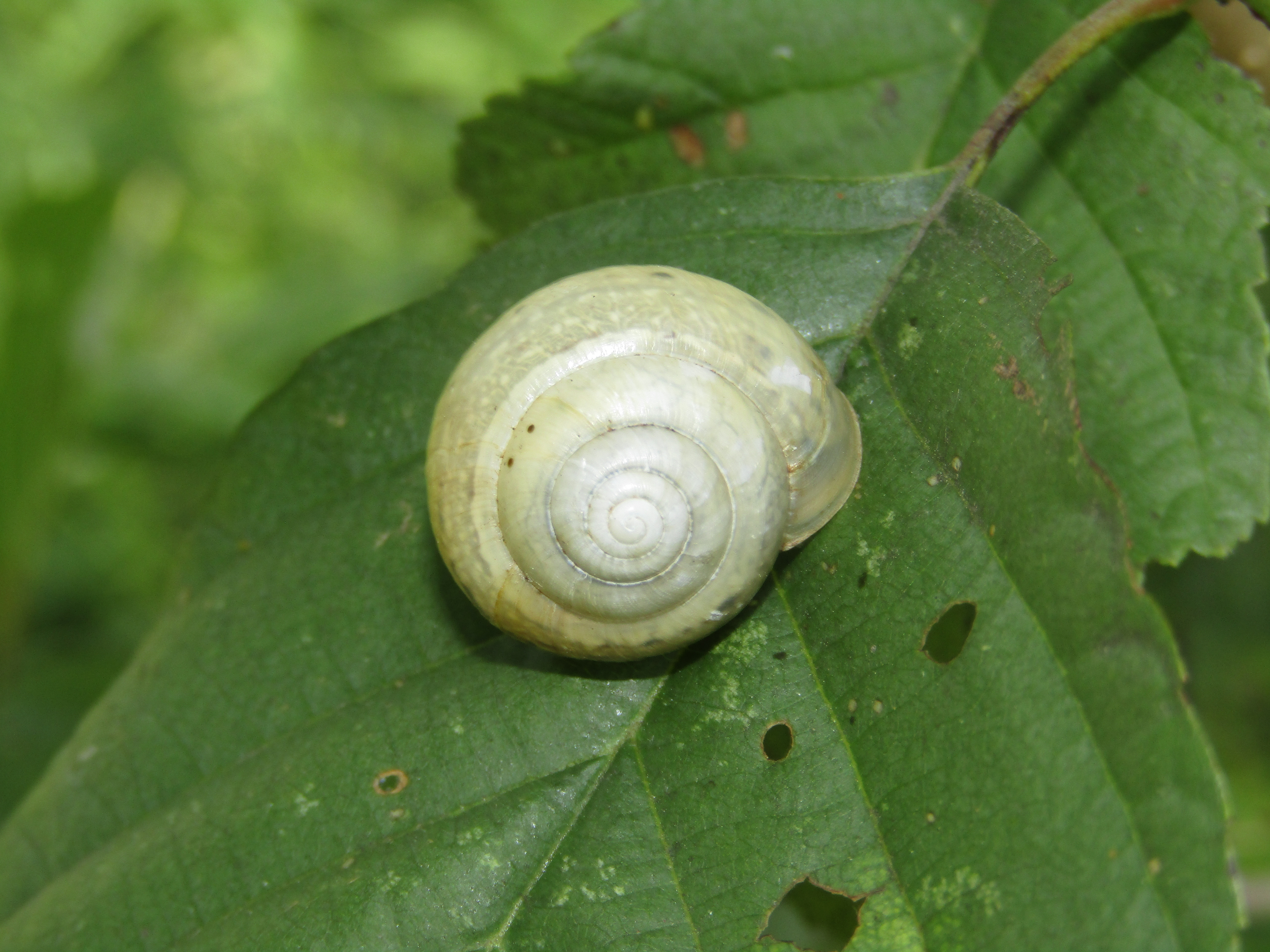
Кустарниковая улитка на листе ольхи чёрной (Alnus glutinosa)

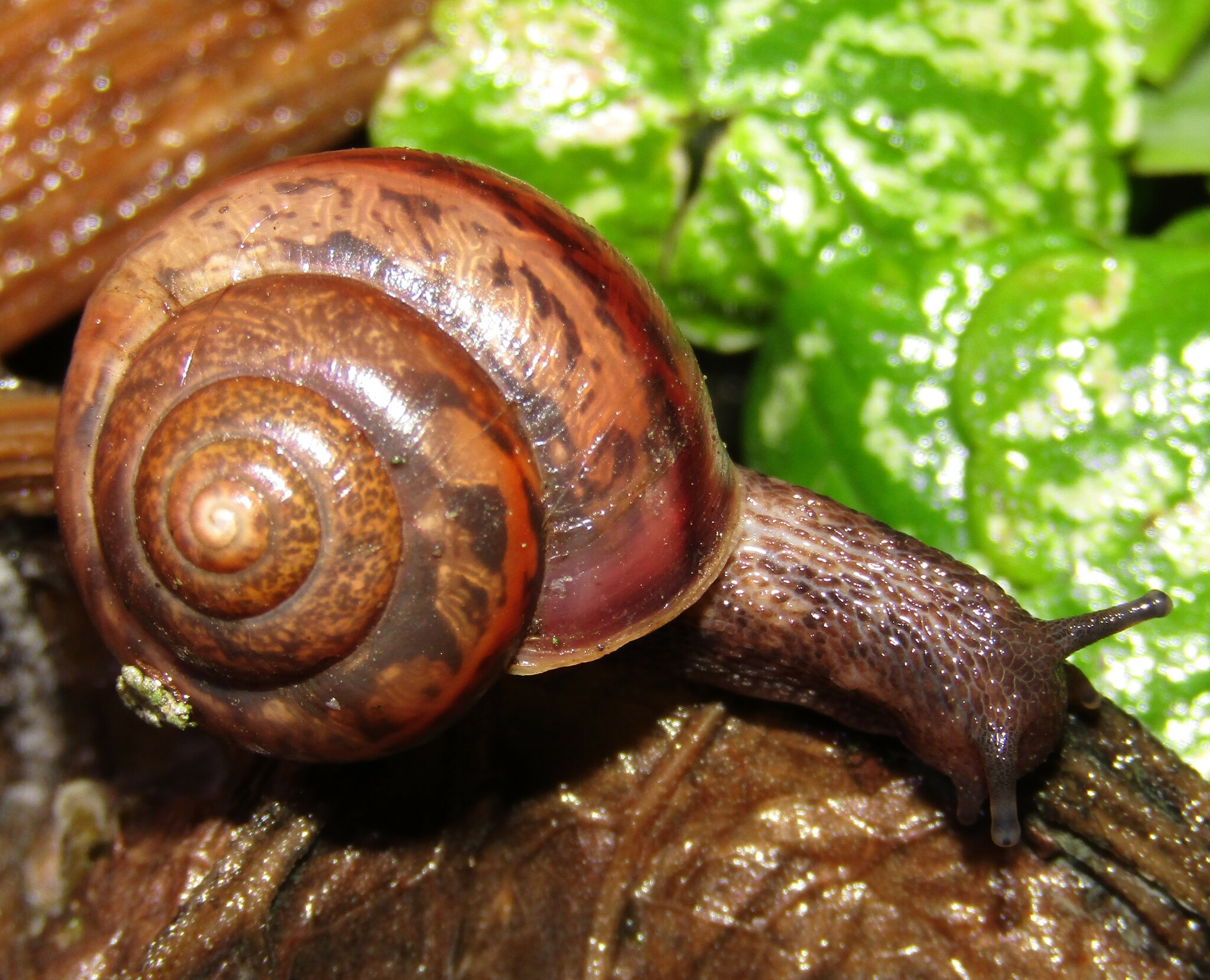
Кустарниковая улитка на мёртвом растении

Мезогигрофильный вид. Обитает в разнообразных хвойных, смешанных и лиственных лесах, на лесных опушках, дорогах и болотах, на пойменных и вторичных послелесных лугах с высоким травяным покровом. Всегда живёт в местах, защищённых от ветров; на лугах обитает только если они защищены лесами или строениями. Нередок на луговых склонах. В лесостепи встречается в наиболее увлажнённых участках: в поймах рек, на дне балок и оврагов. Заходит в горные и степные ландшафты. В Швейцарии поднимается на высоту до 1800 м. Часто встречается в антропогенной среде: на пустырях, огородах, в садах и парках.
Живёт в подстилке и на различных травянистых растениях, кустарниках, кустарничках и деревьях. При повышенной влажности поднимается на растения на высоту до 2,5 м, так как здесь условия влажности более благоприятны. Светлолюбивый вид. Для избежания перегрева улитки закапываются в подстилку, заползают на нижнюю часть листьев, прикрепляясь к ним при помощи высохшей слизи, или прячутся под камнями и в щелях скал. Местами вид образует крупные скопления. В Центральной Европе и на Восточно-Европейской равнине кустарниковая улитка является многочисленным и обычным видом, однако в северных и восточных частях ареала популяции существуют изолированно друг от друга на расстоянии в сотни километров.
Улитки активны преимущественно ночью, когда происходит их кормёжка, а также днём при повышенной влажности и отсутствии прямого солнечного света. Для вида характерны регулярные вертикальные перемещения, ночью — на растения, днём — в подстилку.
Осенью в поисках мест для зимовки кустарниковые улитки мигрируют на лесные участки с толстым слоем подстилки, а при выходе из спячки расползаются на луговые участки. На лесных участках, где вид обитает в подстилке, в период активности его популяционная плотность очень мала, в то время как в местах с разнотравьем его численность может достигать 14 или более экземпляров на 1 м².
Зимует кустарниковая улитка в подстилке и в различных полостях почвы. Образование эпифрагмы зависит от влажности воздуха и иногда за её первым слоем образуется ещё до двух слоёв. Важную роль в расселении наземных моллюсков играют половодья, во время которых воздух между эпифрагмами придаёт некоторым зимующим улиткам плавучесть. Сохраняя зимнее положение тела, данный вид способен жить в ледяной воде до 8 суток.

### Питание
Питается свежими и гниющими растениями. Наиболее предпочтительным кормовым растением является крапива двудомная (Urtica dioica), жгучие волоски которой безвредны для моллюсков. В зависимости от местообитания улитки могут отдавать предпочтение и другим растениям, например, таволге вязолистной (Filipendula ulmaria). В питании также отмечены различные грибы (мухоморы, сыроежки, моховик зелёный, алеврия оранжевая и некоторые другие), однако они составляют меньшую часть рациона улиток и вид не является истинным микофагом.

### Размножение
Кустарниковая улитка — гермафродит. Брачные игры длятся около 20 минут. Спаривание может продолжаться до 4,5—5 часов и обычно происходит во влажную погоду, чаще всего утром, или же в другое время суток в зависимости от температуры и влажности. Спаривающиеся особи могут находиться на почве, траве, пнях, ветках, лежащих на почве или расположенных невысоко над ней. Взрослые особи могут спариваться через 2—3 суток после выхода из спячки. В условиях Германии выход из спячки происходит с конца марта до начала апреля, в восточной части ареала — с конца апреля до конца мая. В Предуралье пик выхода из спячки приходится на середину мая. В Зауралье улитки спариваются перед уходом в спячку и после зимовки сразу приступают к откладке яиц. Перед откладкой яиц улитки передней частью туловища вырывают в земле вертикальную ямку круглой или овальной формы глубиной до 3,5 см и диаметром не менее 2 мм. Яйца откладываются в ямку по одному, первая партия яиц поступает с интервалом в 13—16 мин каждое, затем этот интервал увеличивается до 30—40 и даже 50 мин. После того как отложена определённая порция яиц, откладка прерывается на 20—48 часов. В природе она может происходить в любое время суток, её интенсивность зависит от температуры, влажности, освещённости и, возможно, от плотности особей.
Яйца белые, диаметром 2—3 мм. Длительную засуху они не переносят, но хорошо приспособлены к длительному затоплению при половодьях. Развитие молоди в яйцах, находящихся под водой, затягивается до 56—75 дней, и всё же улитки из них вылупляются. Одна особь за всю жизнь откладывает 400—540 яиц. В целом отмечено, что чем больше яиц в кладке, тем они мельче. Яйца распадаются по массе на мелкие (7,5—10 мг) и крупные (9,5—15,5 мг). Яйца овальной формы откладывают особи, пораженные паразитами. Очень мелкие (не более 2,3 мм) яйца откладывают улитки, не закончившие рост. В то же время яйца разных размеров могут откладываться одной и той же особью, что свойственно и многим другим видам моллюсков. Прекратившие развитие или погибшие яйца могут поедаться молодью, вылупившейся из других кладок. Яйца обеспечивают молодых моллюсков кальцием и определёнными веществами, ускоряющими рост и развитие. Поедать яйца могут и взрослые особи.
Только что вылупившиеся улитки живут среди корней растений, в почве, под слоем мха и опада. Они поедают почвенные организмы, заглатывая частицы почвы, и остатки яйцевой скорлупы, прилипшей к раковинам. Раковины не имеют дефинитивных оборотов и их диаметр составляет 2,31 мм. В Зауралье половозрелость наступает через 4 года, в популяции из Северной Греции, возможно относящейся к другому виду, — через 21 месяц после вылупления при ширине раковины более 19,3 мм. В природных условиях Германии средняя продолжительность жизни этого вида составляет 3,5 года. В центре Восточно-Европейской равнины полное формирование раковины и половозрелость наступают за 3—5 лет, после чего улитки живут ещё 1—2 года. Таким образом, продолжительность жизни на данной территории составляет 4—7 лет.

### Естественные враги
Кустарниковые улитки отмечены в питании дроздов (Turdus), мухоловки-пеструшки (Ficedula hypoleuca), обыкновенного скворца (Sturnus vulgaris), черноголовой славки (Sylvia atricapilla), водяной полёвки (Arvicola amphibius) и бурозубок (Sorex). Жужелица Cychrus caraboides охотится на кустарниковых улиток ночью и днём во время дождей, когда моллюски активны. Молодых особей может поедать остромордая лягушка (Rana arvalis), жужелицы Carabus violaceus и Pterostichus niger, хищный слизень Boettgerilla pallens, а также хищные улитки Oxychilus draparnaudi, поедающая кустарниковых улиток в возрасте до двух лет, и Oxychilus translucidus, которая из-за меньших размеров в сравнении с предыдущим видом поедает только однолетних особей.
Тенница Coremacera marginata откладывает яйца рядом с различными наземными моллюсками, в число которых входит F. fruticum. Вылупившиеся личинки нападают на улиток и поедают их.

### Паразиты
На кустарниковой улитке отмечены трематоды Brachylaima fulvum, Brachylaima spp. (сборный вид) и Dicrocoelium dendriticum.

## Хозяйственное значение
В Беларуси было отмечено, что кустарниковая улитка может приносить вред на огородах, однако в целом данный вид относится к группе моллюсков, которые не дают вспышек большой численности и обычно обитают в старых запущенных садах и на невозделываемых землях, в связи с чем не представляют угрозы для сельского хозяйства.

## Охрана
Кустарниковая улитка является широко распространённым видом, для которого не существует каких-либо серьёзных угроз, в связи с чем Международный союз охраны природы присвоил ему категорию «вызывающий наименьшие опасения» (Least concern). Вырубка лесов до определённой степени поддерживает стабильность популяций, обеспечивая пригодные для заселения биотопы. Однако при строительстве асфальтированных и железных дорог происходит фрагментация местообитаний, что приводит к уменьшению разнообразия генофонда.

## Таксономия
Впервые вид был описан датским натуралистом Отто Фредериком Мюллером в 1774 году под названием Helix fruticum. Типовое местонахождение — Фридриксдаль близ Копенгагена (Дания). Синтипы хранятся в Зоологическом музее Университета Копенгагена в Дании. В 1847 году был обозначен в качестве типового вида рода Fruticicola.